# Anyphaenoides volcan
Anyphaenoides volcan är en spindelart som beskrevs av Antonio D. Brescovit 1998. Anyphaenoides volcan ingår i släktet Anyphaenoides och familjen spökspindlar.
Artens utbredningsområde är Panama. Inga underarter finns listade i Catalogue of Life.